# Weston (Idaho)
Weston es una ciudad ubicada en el condado de Franklin en el estado estadounidense de Idaho. En el Censo de 2010 tenía una población de 437 habitantes y una densidad poblacional de 85,6 personas por km².

## Geografía
Weston se encuentra ubicada en las coordenadas 42°2′18″N 111°58′41″O / 42.03833, -111.97806. Según la Oficina del Censo de los Estados Unidos, Weston tiene una superficie total de 5.1 km², de la cual 5.09 km² corresponden a tierra firme y (0.3%) 0.02 km² es agua.

## Demografía
Según el censo de 2010, había 437 personas residiendo en Weston. La densidad de población era de 85,6 hab./km². De los 437 habitantes, Weston estaba compuesto por el 98.4% blancos, el 0.46% eran afroamericanos, el 0% eran amerindios, el 0% eran asiáticos, el 0% eran isleños del Pacífico, el 0% eran de otras razas y el 1.14% pertenecían a dos o más razas. Del total de la población el 0.46% eran hispanos o latinos de cualquier raza.